# Franz Weber (Dirigent)

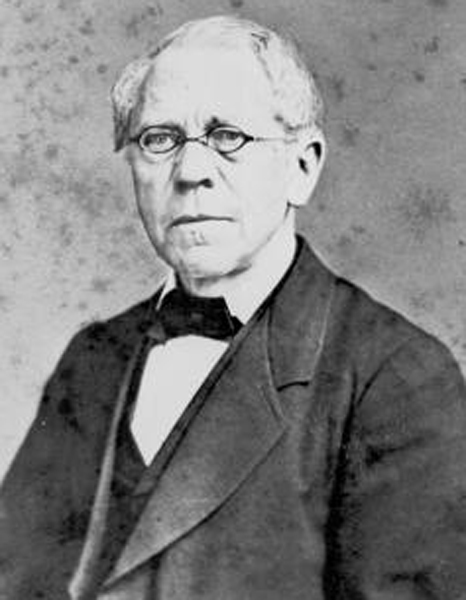
Franz Weber

Franz Weber (* 26. August 1805 in Köln; † 17. September 1876 ebenda) war ein deutscher Dirigent, Musiklehrer und Domorganist in Köln.

## Biographie
Franz Weber war ein Sohn des Orgelbauers Constantin Weber und wurde in dessen Haus in der Breite Straße 124 in Köln geboren (an dieser Stelle befindet sich seit 1914 ein Kaufhausgebäude). Ersten musikalischen Unterricht erhielt er von dem Geiger Wilhelm Anton Lütgen (1781–1857). Mit 16 Jahren wurde er Organist am Kölner Friedrich-Wilhelm-Gymnasium, und ab 1825 trat er als Konzertpianist auf. 1828 und 1829 studierte er in Berlin am Institut für Kirchenmusik bei dem Kölner Komponisten Bernhard Klein (1793–1832) und dem Musikpädagogen Carl Friedrich Zelter (1758–1832). Im Orgelspiel wurde er von August Wilhelm Bach (1796–1869) unterrichtet, und er wurde Mitglied der Berliner Singakademie.
Nach der Rückkehr nach Köln arbeitete Weber am Jesuiten- und am Friedrich-Wilhelm-Gymnasium als Musiklehrer, und er trat als Violinist in das Kölner Domorchester ein. Zu Beginn der 1830er Jahre heiratete er Katharina Leder (1804–1887). Die Eheleute bekamen mehrere Kinder, darunter Johann Franz Weber (1833–1910), der 1858 den „Musikverlag Weber“ gründete und  populäre Karnevalslieder komponierte.
1833 erhielt Franz Weber die Stelle des Organisten am Kölner Dom, die er über 40 Jahre innehaben sollte, und übernahm im Dezember desselben Jahres das Amt des Klavierrepetitors in dem von Domkapellmeister Carl Leibl (1784–1870) geleiteten Kölner Singverein. 1835 rief er die Kölner Singakademie ins Leben, einen gemischten Chor, dessen künstlerische Leitung er übernahm.  1839 schloss sich Weber mit drei weiteren Musikern zum Kölnischen Streichquartett zusammen und übernahm den Part des Bratschisten; 1846 verließ er das erfolgreiche Ensemble.
1842 zählte Weber zu den Gründungsmitgliedern des Kölner Männer-Gesang-Vereins (KGMV) und drei Jahre später zu denen der Philharmonischen Gesellschaft. In beiden Institutionen wurde er in das Amt des Dirigenten gewählt. Unter Webers Leitung siegte der Kölner Männer-Gesang-Verein (KMGV) bei den Sängerwettstreiten in Gent (1844) und Brüssel (1845) und wurde bei Konzertreisen international gepriesen. 1853 fand eine erste Konzertreise nach London statt, und die Sänger wurden von Queen Victoria und Prinz Albert in den Buckingham Palace eingeladen.

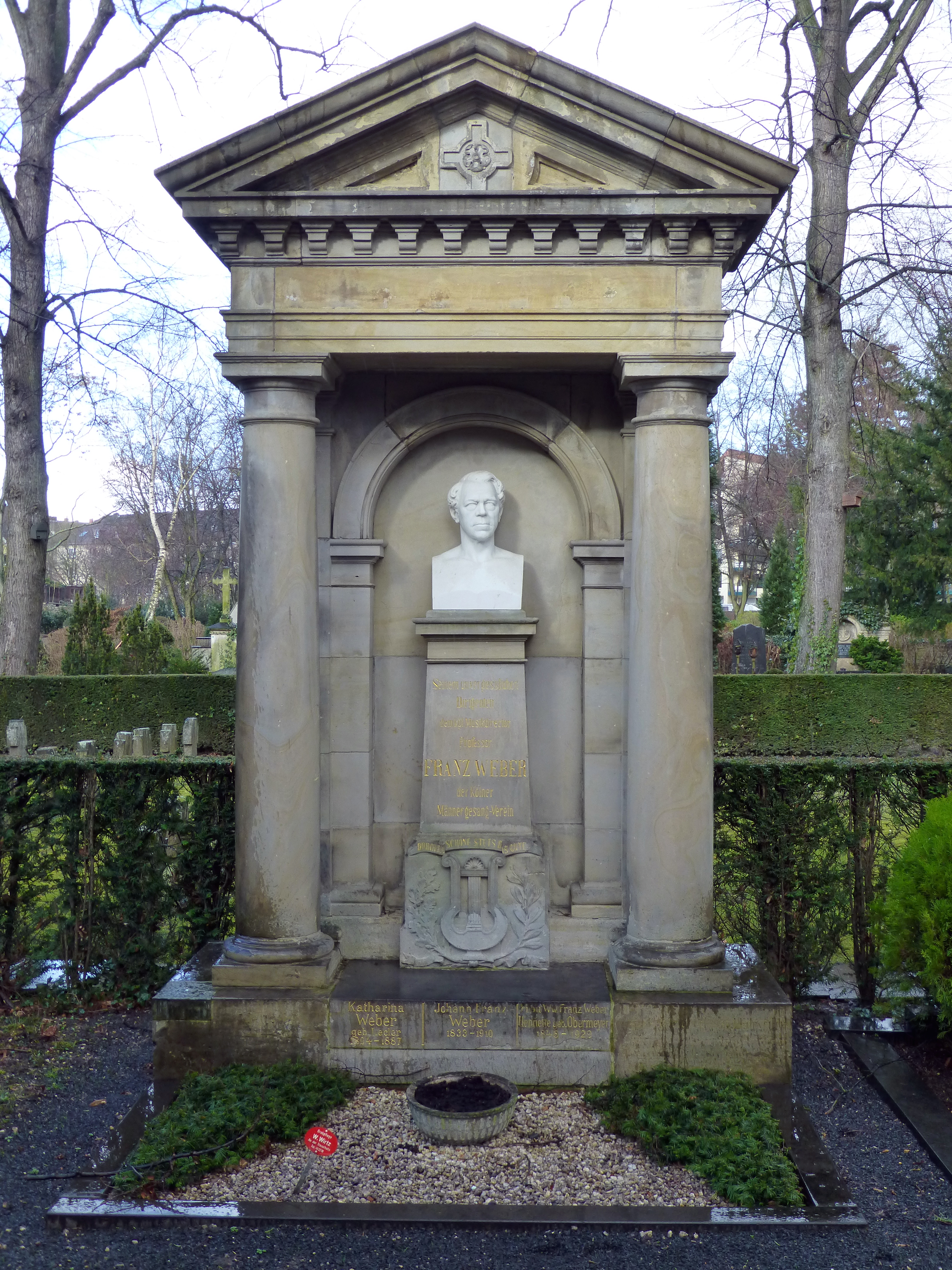
Das Grabmal für Franz Weber auf dem Melaten-Friedhof in Köln. Künstler: Anton Werres

Die Kölner Musikszene zur Mitte des 19. Jahrhunderts war von Querelen und persönlichen Antipathien geprägt. So verschlechterte sich das anfangs gute Verhältnis zwischen Domkapellmeister Leibl und Franz Weber sich schon bald. Für Aufsehen sorgte der „Kölner Beethovenstreit“ im Jahre 1836. Als Leibl ein Konzert zugunsten der Errichtung eines Denkmals für Ludwig van Beethoven in Bonn plante, wurde bekannt, dass Weber ebenfalls ein solches Konzert ausrichten wollte. Weber war bereit, sich zurückziehen, verlangte aber, bei Leibls Konzert ebenfalls zu dirigieren, was Leibl wiederum ablehnte. Mehrfach musste das Konzert wegen „eingetretener Hindernisse“ verschoben werden. Schließlich fand das Konzert unter Teilnahme beider Dirigenten statt, aber der Streit ging in den folgenden Jahren weiter, und es bildeten sich in die Stadt zwei Parteien.
Die „zahllosen Zänkereien“ zwischen Domorganist und Domkapellmeister waren mit ein Anlass für die Gründung des KGMV: Leibls Liedertafel versagte einem von Weber vorgeschlagenen Kandidaten die Aufnahme, woraufhin Weber den KGMV ins Leben rief. 1842 weigerte sich der KGMV, an der Feier zur Grundsteinlegung zum Weiterbau des Doms teilzunehmen, für die Leibl eine Kantate komponiert hatte. Auf Bitten Webers stellte der Verein aber jedem einzelnen Mitglied frei mitzuwirken. In den folgenden Jahren stellte der KMGV einen Teil seiner Einnahmen wohltätigen und „vaterstädtischen“ Einrichtungen zur Verfügung, wie etwa dem Zentral-Dombau-Verein zu Köln, zu dessen Ehrenmitglied Weber 1867 ernannt wurde. Auch war er 1863 an der Gründung des Rheinischen Sängervereins beteiligt. Im Wechsel mit Felix Mendelssohn Bartholdy (1809–1847) dirigierte er die Konzerte des Deutsch-Flämischen Sängerfestes 1846 in Köln.
1840 und 1842 bewarb sich Franz Weber in Köln für das Amt des Städtischen Kapellmeisters; 1840 wurde ihm Conradin Kreutzer vorgezogen und 1842 Heinrich Dorn. Weber versuchte erfolglos, Dorn durch Intrigen zu desavouieren und den Stadtrat zu dessen Absetzung zu bewegen. 1849 trat Dorn aus freien Stücken zurück, um nach Berlin zu gehen; auf ihn folgte auf Empfehlung von Dorn Ferdinand von Hiller, dem es aber gelang, sich mit Weber zu arrangieren. 1850 übernahm Franz Weber in der von Dorn gegründeten Musikalischen Lehranstalt für Köln den Posten des stellvertretenden Direktors und wirkte als Orgellehrer. In den Jahrzehnten zwischen der Revolution von 1848/1849 und der deutschen Reichsgründung waren Franz Weber und Ferdinand von Hiller die dominierenden Persönlichkeiten des Kölner Musikwesens. Franz Weber schuf zahlreiche Kompositionen, darunter Männerchorlieder, Duette und Motetten sowie patriotische Werke wie die Kantaten „Rheinpreußische Kriegerlied“ (1831) und „Gruß an den Reichsverweser“ (1848).
1875 wurde Franz Weber zum Professor ernannt. Er hatte zunehmend gesundheitliche Probleme und musste sich wiederholt als Dirigent des Männer-Gesang-Vereins vom Leiter des Domknabenchors Johann Hinsen (1831–1890) vertreten lassen. Am 23. Juni 1876 dirigierte er den Chor zum letzten Mal. Am 17. September erlitt er auf dem Weg zum Kölner Dom einen Schlaganfall, und er starb am Abend des Tages in seiner Wohnung Breite Straße 128 A. Der Trauerzug und die Beisetzung auf dem Melaten-Friedhof fanden am 20. September unter großer öffentlicher Anteilnahme statt. Am 4. Oktober 1879 wurde das von Anton Werres geschaffene Grabdenkmal eingeweiht, das der Kölner-Männer-Gesangverein in Auftrag gegeben hatte.